# Korbkäse

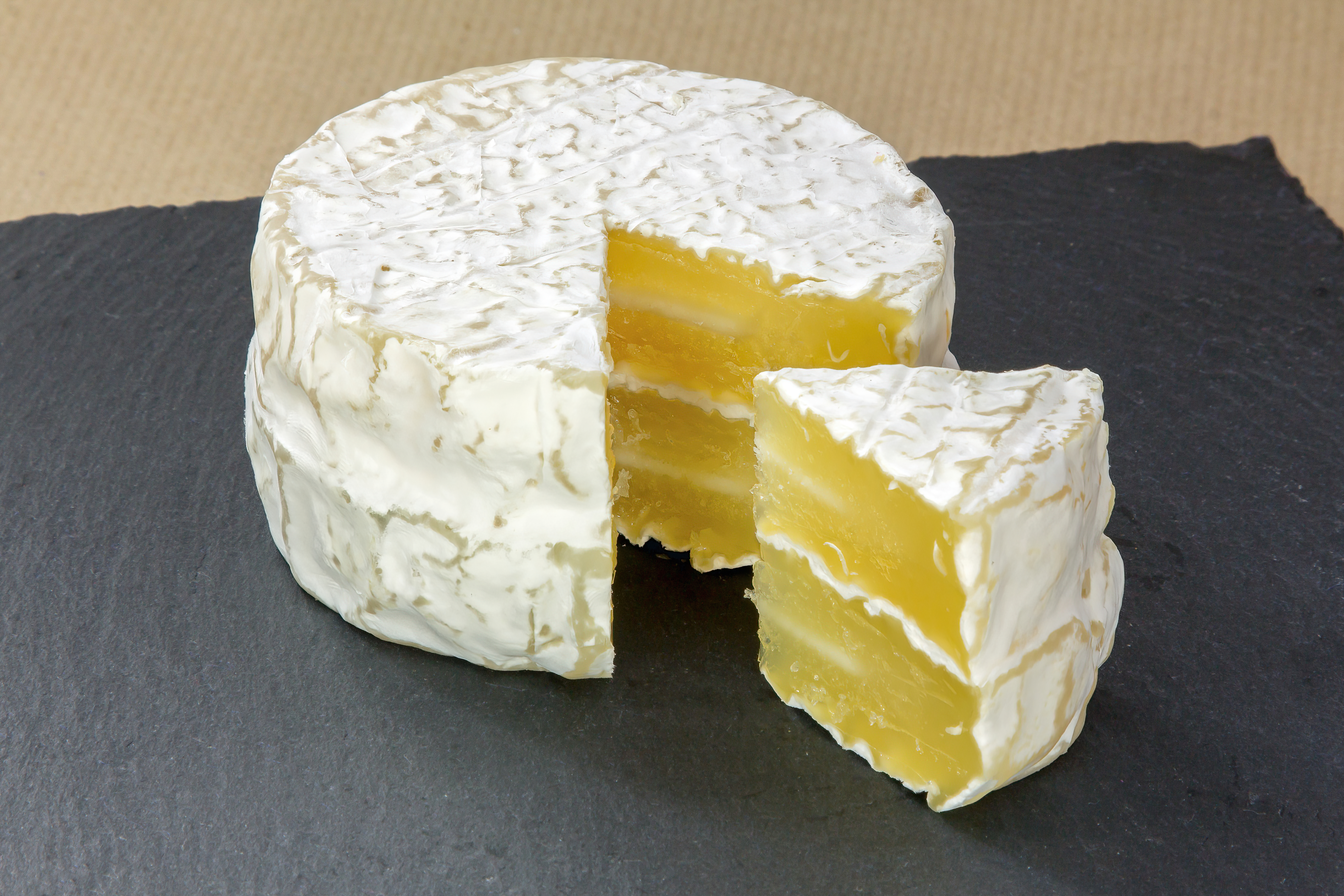
Korbkäse im Anschnitt

Korbkäse, auch Harzer Korbkäse, ist ein milder deutscher Sauermilchkäse mit weißer Edelschimmel-Rinde und Edelschimmel-Querstrich. Korbkäse hat eine ähnliche Konsistenz und Geschmacksrichtung wie Harzer Käse, der in einem ähnlichen Verfahren hergestellt wird.
Korbkäse ist zylindrisch mit ca. 8 cm Durchmesser und 3 cm Höhe und wiegt 200 g pro Stück. Je nach Reifegrad verändert sich die Konsistenz von bröckelig bis geleeartig und die Farbe verändert sich von zunächst weiß zu bräunlich. Korbkäse ist sehr mager und enthält nur 1 % Fett in der Trockenmasse.